# Смирнов, Василий Сергеевич (художник)
Васи́лий Серге́евич Смирно́в (12 [24] августа 1858, Москва — 17 [29] декабря 1890, близ станции Голицыно, Московская губерния) — русский художник-академист, писавший в основном картины на античные сюжеты. 
Окончил Московское училище живописи, ваяния и зодчества и Академию художеств в Петербурге, был удостоен 4-летней пенсионерской поездки в Италию. За полотно «Смерть Нерона» ему в 1888 году было присуждено звание академика живописи, однако кончина в 32-летнем возрасте помешала раскрытию его таланта. Немногочисленные работы хранятся в Третьяковской галерее и Русском музее. Несмотря на формальное тяготение к академической тематике, традиционные темы Смирнов решал новаторскими методами, что отражалось в его живописной технике и используемых художественных приёмах.

## Становление
Родился 12 (24) августа 1858 года в Москве в семье потомственного дворянина Сергея Семёновича Смирнова (1827–1887) — камергера императорского двора и предводителя дворянства Клинского уезда, в котором находилось родовое имение. Жила семья в собственном доме на Пречистенке, в Троицком переулке. Образование получил в 5-й классической гимназии. На выбор профессии оказал влияние художник В. Г. Перов, по-видимому, друживший с семьёй Смирновых. Не окончив гимназии, 17-летний Василий поступил в 1875 году в Московское училище живописи, ваяния и зодчества. Обучаясь по классу Перова, усвоил важность и предпочтительность сюжета в живописи, что стало одной из отличительных особенностей его собственного искусства. В училище был удостоен малых серебряных медалей за рисунок и этюд с натуры; участвовал в Первой ученической выставке МУЖВЗ 1878—1879 годов.
В сентябре 1878 года В. Смирнов, «академист Московского училища», был зачислен в Императорскую Академию художеств, сохранив, однако, связи с Москвой. Он экспонировал свои работы на Второй и Третьей ученических выставках. Несмотря на то, что  его живопись этого периода не сохранилась, некоторые графические и живописные произведения упоминаются в опубликованных каталогах Третьей выставки. Только в 1950-е годы в одном из частных собраний был обнаружен этюд Смирнова под названием  «Крестьянин с посохом».

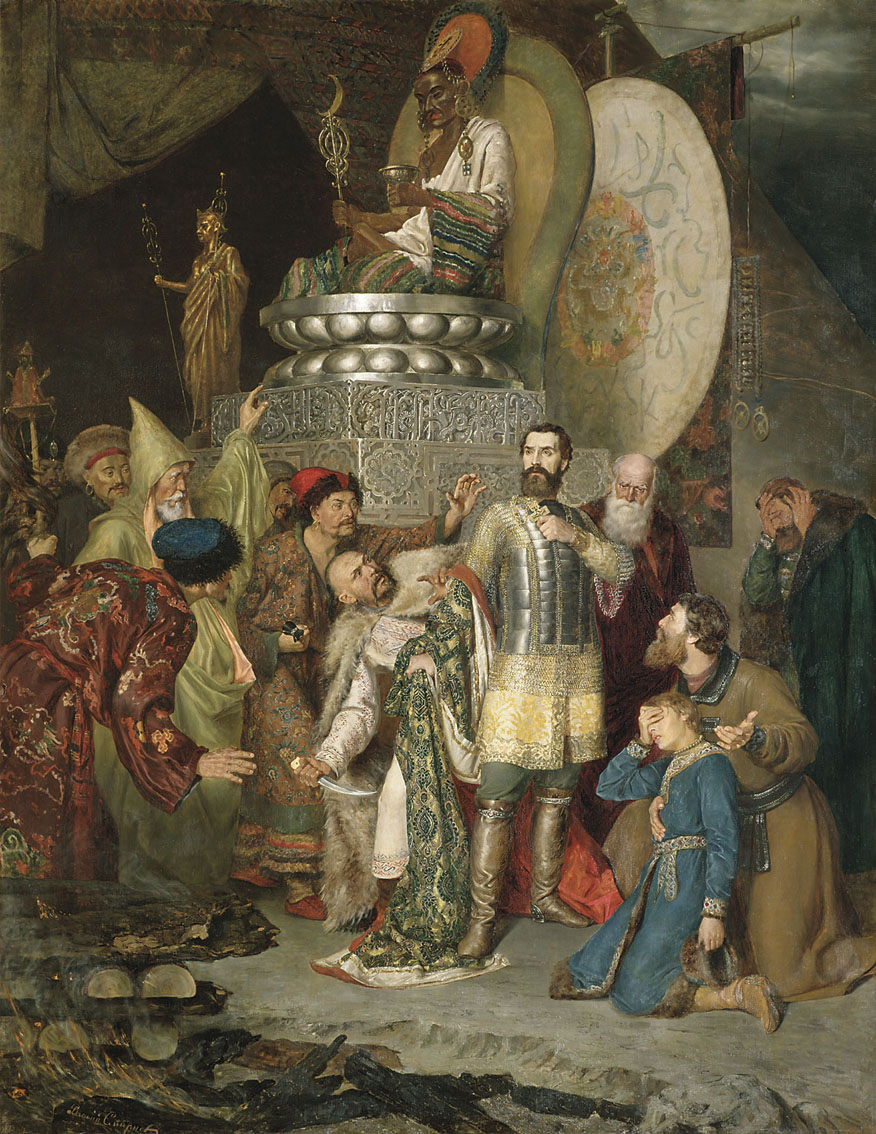
Святой благоверный князь Михаил Черниговский в Орде перед ханской ставкой Батыя. 1883, Государственная Третьяковская галерея

В Петербурге Смирнов обучался в мастерской Петра Шамшина. Помимо этого работал в академических классах Павла Чистякова, но не вошёл в число его ближайших учеников. За успехи в искусстве 1880 году получил большие серебряные медали за этюд и рисунок с натуры, а в 1882 году получил малую золотую медаль за программу «Возвращение блудного сына в дом отчий». В это время обнаружились серьёзные проблемы со здоровьем художника, и в 1882 году он получил отпуск от Академии в связи с «хроническим катаром лёгких».
В 1883 году Смирнов был допущен к конкурсу на соискание большой золотой медали, дававшей классное звание и право на пенсионерскую поездку за границу. За программу «Святой благоверный князь Михаил Черниговский в Орде перед ханской ставкой Батыя» удостоен высшей награды, звания классного художника 1-й степени и права на пенсионерскую поездку в Европу на четыре года за счёт Академии. Дипломная работа Смирнова получила одобрение И. Е. Репина.

## Пенсионерская поездка
В. Смирнов выехал в Италию через Вену — обычным для пенсионеров Академии путём. Посетив Падую, Болонью, Венецию и Флоренцию, к маю 1884 года художник обосновался в Риме. С наступлением сильной жары он предпочёл перебраться в Турин, побывав с друзьями на промышленно-художественной выставке, и оттуда совершил поездку на Парижский Салон, познакомившись с творчеством Месонье и Мункачи. Из Парижа он отправился в Лондон; после Англии посетил музеи и художественные центры Нидерландов, Германии и Чехии. Вернувшись осенью в Италию, Смирнов поселился вместе с пенсионером Академии Василием Савинским, приехавшим в Рим годом ранее. Савинский, ученик Чистякова, работал под его прямым руководством, получая подробные письма-инструкции. Есть основания полагать, что наставничество оказывало существенное влияние на становление Смирнова. Во всяком случае, в переписке Чистякова и Савинского постоянно упоминался Смирнов — учитель Савинского интересовался и его творческими планами.
Летом 1885 года Смирнов работал на помпейских раскопках, написав множество этюдов. Именно тогда начался творческий перелом, приведший к увлечению античными сюжетами. Смирнов в тот период обдумывал сюжет «Апостолы Пётр и Иоанн у гроба Господня», однако в начале 1886 года бросил начатую работу по совету академика Валерия Якоби, приезжавшего в Рим оценить работы молодых художников. Для отчёта о двухлетнем пребывании в Италии Смирнов представил 19 работ, преимущественно этюды на классические темы. Тогда же в переписке впервые упоминается замысел картины о смерти императора Нерона, работа над которой продлилась около двух лет.
В 1887 году Смирнов окончил полотно «Торжество Поппеи над Октавией», сюжет которого также был связан с биографией Нерона. На нём изображён момент, когда Поппея Сабина, вторая жена Нерона, получает в подарок голову его первой жены — Клавдии Октавии. Это была отчётная работа за третий год пенсионерской поездки. Академическое начальство, в общем, одобрило работу, хотя П. П. Чистяков отметил, что «лица… написаны грубовато». Картина не была приобретена академическим начальством и на два года была отправлена в передвижную выставку по провинциальным русским городам. Местонахождение её в настоящее время неизвестно.

## Последующая работа и кончина

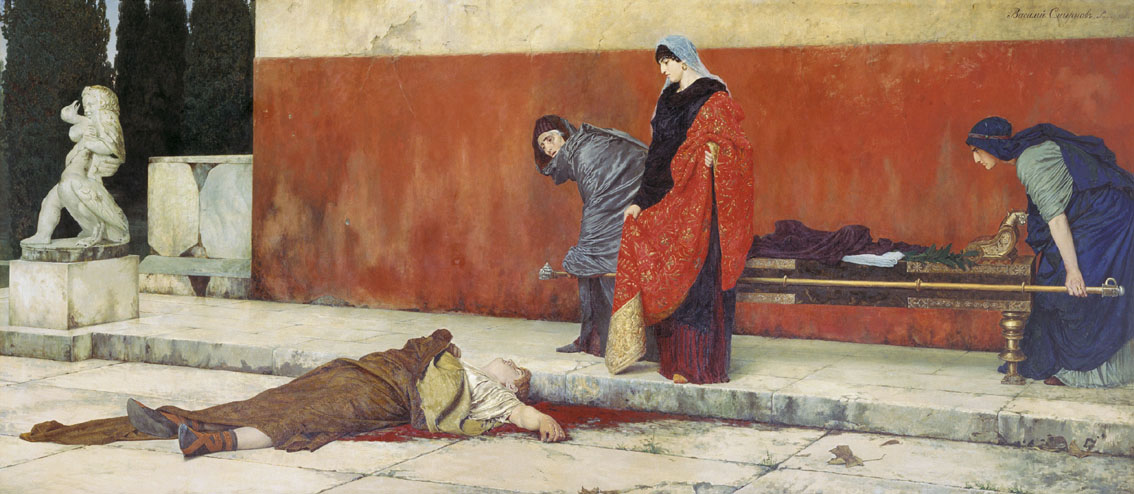
Смерть Нерона, 1886—1888

Летом 1887 года Смирнов прервал своё пребывание в Италии и на некоторое время вернулся в Россию, предположительно, из-за смерти отца. В остальное время он вёл обычную жизнь римского пенсионера, основательно изучая  римские древности,  не пренебрегая  и современным ему искусством. Особый интерес вызывали у Смирнова испанские художники, работавшие в Италии.
Итоговой работой по пенсионерской поездке стала «Смерть Нерона», окончательно законченная к 1888 году. Полотно было отправлено в Петербург осенью, а  31 октября 1888 года Совет Академии художеств присвоил Смирнову звание академика. После этого картина была выставлена на Академической выставке 1889 года, удостоена наград и отличий и была приобретена императором Александром III.
В январе 1889 года Смирнов получил должность сверхштатного адъюнкт-профессора при рисовальных классах Академии художеств, но в октябре того же года из-за развивающейся чахотки был вынужден вернуться в Италию. У него ещё оставались силы, чтобы в течение 1889 года работать в Помпеях над этюдами. В последний год своей жизни он начал работу над картиной «Утренний выход византийской царицы к гробницам своих предков», первый этюд к которой написал ещё в 1884 году. Между тем вылечиться ему в итальянском климате не удалось. Находясь в тяжёлом состоянии, 32-летний художник решил вернуться в родовое поместье, но 17 (29) декабря 1890 года он скончался в пути между станциями Кубинка и Голицыно в вагоне поезда. Смирнов был похоронен на кладбище Новоспасского монастыря, рядом с могилой своего отца; захоронение, вместе со всем названным некрополем, было уничтожено после революции 1917 года. 
После кончины Василия Смирнова душеприказчиком стал его брат С. С. Смирнов, который продал «Утренний выход византийской императрицы» П. М. Третьякову. В рамках академической выставки 1891 года была устроена персональная экспозиция, на которой было представлено около 50 работ, включая этюды и незаконченный «Утренний выход».

## Характеристика живописи

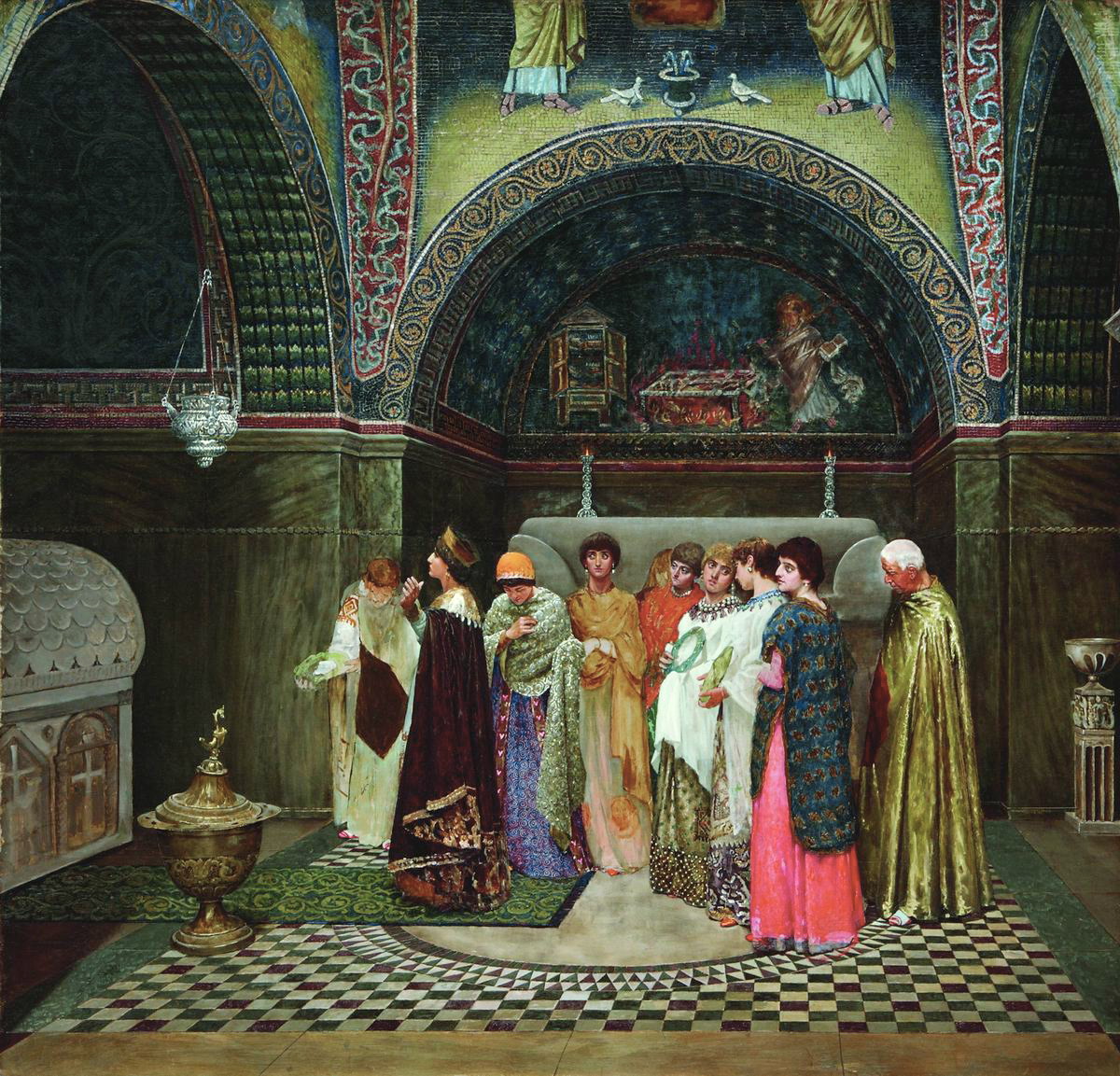
Утренний выход византийской царицы к гробницам своих предков, 1889 — 1890

Превращение Смирнова в самостоятельного художника произошло во время пенсионерской поездки в Италию, за четыре года которой он выполнил две большие картины и несколько десятков эскизов и этюдов. Согласно Н. Н. Мамонтовой, особая роль принадлежит «помпейским» этюдам 1885—1887 годов, которые свидетельствуют о становлении художника и роли пленэра в его работе. Именно в этих этюдах можно определить, когда и как Смирнов обратился к методам пастозного письма, когда рельефная фактура в освещённых участках полотна сменяется прозрачным письмом в затенённых фрагментах.
Смирнов как представитель академизма шёл по пути усвоения монументальных форм своих предшественников, но его художественное мышление развивалось иначе, что обусловливалось его интересом и знакомством с новейшими художественными тенденциями. По мнению Н. Мамонтовой, «художник словно колеблется в выборе между импрессионистическими тяготениями, воплощаемыми в этюде, и декоративно-символистскими — в картине». Примером декоративно-символистского художественного решения была самая значительная работа Смирнова — «Смерть Нерона». В последней трети XIX века античные сюжеты, посвящённые борьбе христианства и язычества, чаще всего решались в русле «модной» (термин Е. Нестеровой) антитезы «Христос и Антихрист». У русских передвижников превалировала тема Христа, тогда как представители академического направления обращались к теме Антихриста, выраженного в образе Нерона. По мнению Е. Нестеровой, при написании «Смерти Нерона» Смирнов в первую очередь основывался на книге Ренана, а не на античных источниках. Создавая картину, художник отказался от многочисленных бытовых подробностей, что было нормой для современников, и сосредоточился на финале драмы. «Широкоформатная» композиция, сдвинутая вправо, была построена в первую очередь на ракурсах и больших цветовых плоскостях. Метафора жизни и смерти была «ритмически срежиссирована» из сочетания движения и покоя, пересечения горизонтальных и вертикальных линий под разными углами. Обозреватели выставки 1889 года восприняли картину как «непомерно увеличенную» версию сюжета британского академиста Альма-Тадемы, действующую на публику главным образом «своим кровавым трагизмом».
По мнению современников, последняя картина Смирнова — «Утренний выход византийской царицы к гробницам своих предков» — не столь эффектна, как предыдущая, но отличалась тонким постижением стиля византийской жизни и эпохи. Композиционный ритм картины не суетен и торжественен. Работая над картиной, Смирнов обращался к мозаикам VI века, несколько видоизменённый сюжет одной из которых и был перенесён в картину. Мизансцена, впрочем, была размещена в мавзолее Галлы Плацидии.

## Наследие и оценки
Из-за краткости жизненного пути сохранившееся творческое наследие В. Смирнова невелико; наиболее представительное собрание его работ находится в коллекции Государственной Третьяковской галереи. Шесть «помпейских» этюдов, датированных 1887—1889 годами, поступили в ГТГ только в 1985 году. По-видимому, среди них есть и те, которые упоминались в каталогах прижизненных выставок Смирнова. Эскиз «Утреннего выхода византийской царицы» в 1935 году также был передан в коллекцию Третьяковской галереи. В собрании Русского музея остались только две картины Смирнова, поскольку его программная академическая работа «Князь Михаил Черниговский» в 1932 году была передана в Москву, а ещё через два года, в 1934-м, в антикварном магазине был приобретён её эскиз.
В немногочисленной литературе творчество Смирнова рассматривается в общем контексте русского салонно-академического искусства вместе с Семирадским, Бакаловичем, Бронниковым и другими, работавшими в 1880-е годы в Риме и тесно связанными между собой в личностном и творческом отношении. В своей «Истории русской живописи в XIX веке» А. Н. Бенуа называл Смирнова «сухим» и относил к группе «эпигонов эпигона» (то есть считал его последователем Семирадского, который в свою очередь сравнивался с Альма-Тадемой). Однако к началу XXI века оценки кардинально изменились. Так, Е. Нестерова отмечала, что в своих античных работах Смирнов нашёл собственные способы подхода к решению живописных задач, не похожие на способы других художников-античников. Она признавала, что Смирнов «…оказался талантливым выразителем эпохи историзма, чьё творчество ещё предстоит оценить по достоинству».